# Eriphus bisignatus
Eriphus bisignatus là một loài bọ cánh cứng trong họ Cerambycidae.